# 图密善
提圖斯·弗拉維烏斯·多米提安努斯（Titus Flavius Domitianus，英語化作「圖密善」（Domitian），漢文神學書籍譯作豆米仙或多米田，51年10月24日—96年9月18日）。他繼承父親韦斯巴芗與兄長提圖斯的帝位，為弗拉維王朝的最後一位羅馬皇帝，西元81年－96年在位。由於他執政中後期曾嚴酷處決許多元老以及迫害基督徒，因此他在後世史書中的評價普遍不佳。

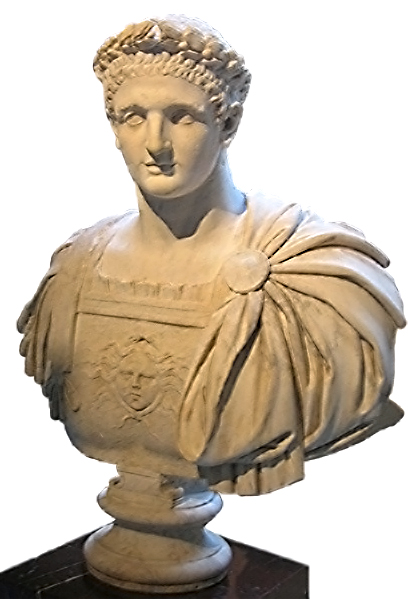
圖密善的年輕時期胸像

## 生平

### 早年生活
圖密善出生在羅馬城，當時他的父親即將就任羅馬執政官，早年的家境並不富裕。當他的父親與兄長在外從事軍旅生活時，他則留在羅馬接受貴族的青年教育，學習修辭和文法。
西元69年，皇帝維提里烏斯的軍隊在第二次貝德里亞庫姆戰役失敗後，支持維斯帕先的部隊即將進入羅馬城。在城內大亂之際，圖密善與當時擔任城市長官的伯父「薩賓努斯」逃到卡庇托里上的朱庇特神廟，但敵人闖入並放火焚燒神廟，薩賓努斯被皇帝逮捕與處決。圖密善打扮成伊西絲女神的祭司，逃過追捕者的搜查。不久，維提里烏斯戰敗身亡，支持他父親稱帝的軍隊進入羅馬，圖密善被軍隊擁護高呼為「凱撒」，並授與執政官的地位。
雖然維斯帕先已經成為帝國中唯一的羅馬皇帝，但當時（70年年初）維斯帕先與提圖斯都不在羅馬，因此羅馬中樞是由當年十八歲的圖密善以城市大法官的名義，實行國家執政官的權力。圖密善在當時擅自分派了首都和外地廿多個職位，這一舉動引起尚在埃及的父親不滿；維斯帕先曾不只一次地抱怨與諷刺：「真奇怪，他怎麽沒有把我的繼承人也給指派了？！」但提圖斯卻頻頻為自己的弟弟緩頰，使得他們的親子關係未有不良影響。
年輕的圖密善顯現出對權力的追求。為了增加自己的軍功，他自願帶兵到高盧與日耳曼地區敉平巴塔維亞叛變。但在他尚未到達前線之前，羅馬將領凱列亞里斯已經擊敗敵人，首領奇維里斯在70年夏末向羅馬投降並結束這場事變。後來，他又曾自願參加與帕提亞的聯軍，攻打東方的阿蘭人；但維斯帕先不同意羅馬介入東方事務，使得圖密善無法取得戰場上的光榮。
西元79年，維斯帕先病死，長子提圖斯繼任帝位。但圖密善卻宣稱，父親原本打算讓他們兄弟二人共同治理帝國，提圖斯偷偷改寫了維斯帕先的遺囑。圖密善明白顯現出對於兄長的不滿，私下策劃著謀反提圖斯的陰謀。但提圖斯不以為意，並未對弟弟有過公開的批評。

### 登上帝位
西元81年，就任皇帝只有兩年的提圖斯病故。由於提圖斯沒有兒子，卅歲的圖密善順利登上羅馬的皇位。他提高了羅馬士兵一百一十年來未曾變化過的軍餉，從一天的10阿斯（As，指羅馬帝國銅幣）提高到13阿斯，並將士兵退休金領取方式給予制度化。因此終其執政期間，他一直備受士兵愛戴。

#### 公共建設
羅馬城的朱庇特神廟於80年大火中再度焚燬。圖密善下令重新興建，於82年竣工。他還在卡庇托里上建了一座新的神廟，即後來通稱的涅爾瓦廣場。同時，他還建了弗拉維家族的神廟、圖密善競技場、音樂廳和一個海戰人工湖，並重新修築並完成了大競技場（Colosseum）。

#### 宗教政策
圖密善支持古羅馬宗教。

#### 日耳曼長城
對於帝國邊境的防禦方面，圖密善沿著萊茵河、多瑙河防線，並連結黑森林地區，建立了日耳曼長城（Limes Germanicus）。一方確保了羅馬國境內的安全，也同時減輕了羅馬邊防駐軍的負擔（萊茵河總兵團數從八個軍團降低為六個軍團）。

#### 达基亚战争
86年，圖密善對於位在多瑙河對岸的达基亚發動了兩次戰爭。第一次是他自己親上戰陣，第二次則是讓近衛軍長官帶領。羅馬與達契亞之間的戰爭，互有勝敗。後來於89年，圖密善決定罷戰，由羅馬出錢贖回被俘的戰士，雙方議和。但圖密善卻為此舉辦凱旋式。

#### 不成功的叛變
上日耳曼的行政長官路奇烏斯·安東尼公開稱帝，打算聯合當地的同盟部隊，起兵反叛。但由於萊茵河提早解凍，阻止日耳曼人渡河。下日耳曼軍團長官立刻鎮壓了這場連內戰都稱不上的叛變，僅有安東尼與他手下的幾個百人隊長受到處決。圖密善接到叛變消息時，事件就已經平息。圖密善派任圖拉真（後來的皇帝）擔任上日耳曼軍團的長官。

#### 恐怖統治
圖密善重視司法──這點類似他個人崇拜的帝國二代皇帝提比略，常到市心廣場的審判廳舉行特別審判。照羅馬人的宗教習俗，維斯塔貞女必須發誓終生守潔，但實際上卻常常發生與男子發生性關係的情況出現。圖密善恢復古代制度，將與他人發生關係的貞女活埋，情夫則以亂棒打死。此外，圖密善對貪贓受賄、通姦等罪行，常常採行特別嚴格的罰則。對於敢於以諷刺詩影射他的文人，也遭到他的酷刑對待；到了後來，只要有人被他認定，其言論或行動有損於皇帝的尊嚴，就足以構成對此人定罪的理由。後來，由於國家財政吃緊，他對猶太人與基督徒課以特別的稅賦；只要實行過割禮，就必須繳付額外的稅金。
步入執政中後期的圖密善開始變得多疑，他對於元老院採取敵視的態度。他常常懷疑元老議員陰謀推翻他的統治，甚至在自己的床頭放置刀劍以防遭人暗殺，於是便讓許多告密者得到鼓動，紛紛搜集貴族各種罪行，再告上法庭進行審判，甚至讓騎士階級公開審判元老。在他的統治期間，許多元老遭到處決、流放、財產沒收、除名的下場，所有貴族們經常在恐懼當中度日。
圖密善還任命自己为永久監察官，试图監控公眾道德。外界認為其試圖推行個人崇拜，而且認為圖密善是一位無情的獨裁者。

### 遇刺身亡
圖密善年輕時，就強奪了埃里烏斯·拉米亞的妻子──多米提雅·隆吉娜。後來當圖密善登基後，多米提亞就接受了「奧古斯塔」（皇后）的封號。後來多米提亞愛上了演員帕里斯，圖密善得知之後，殺死帕里斯與其朋友，並宣布與皇后離婚，然而圖密善不久之後又把她召回。中年之後，圖密善又納了自己的姪女──尤利亞·弗拉薇婭（提圖斯之女），但她後來也遭到流放，死在外地。出於懷疑，圖密善突然殺死了自己的堂兄弟弗拉維烏斯·克勒蒙斯。一連串的舉動，引起了皇室家族成員的驚恐。由皇后在背後暗地支持，寢宮侍從巴爾特尼烏斯、宮廷衛隊長薩圖爾斯，皇帝秘書恩特爾，尤利亞過去的管家斯特潘努斯，聯合起來參與了刺殺皇帝的計劃。
西元96年9月18日中午，巴爾特尼烏斯向圖密善謊稱，斯特潘努斯要向他緊急報告，於是圖密善摒退所有侍從，獨自走進臥室。斯特潘努斯假裝受傷，用羊毛繃帶包紮他的左臂。正當斯特潘努斯以揭發陰謀的理由接近皇帝時，他便抽出預藏在繃帶中的匕首，刺中圖密善。圖密善試圖抵抗，但他身邊的薩圖爾斯、以及解放奴隸一起向他進攻，皇帝逃到床頭尋找武器，卻只發現空的刀鞘。最後他們合力殺死了圖密善。
圖密善皇帝享年45歲，在位15年。他被殺後，屍體無人理會。後來他的乳母在拉丁大道旁火化了他的屍體，並偷偷地把圖密善的骨灰帶到弗拉維家族的神廟，與尤利亞的骨灰合葬在一起。羅馬士兵十分不滿，將斯特潘努斯與巴爾特尼烏斯處決。圖密善曾與皇后多米提亞生有一子一女，但都早夭。圖密善死後，弗拉維王朝自此結束。元老院推舉66歲的涅爾瓦繼任皇帝，開啟了安敦尼王朝。

## 評價

### 史學家的觀點
在塔西佗、小普林尼與蘇埃托尼烏斯的筆下，圖密善是一位暴君。他尚未當政之前與執政之初，表情謙恭，熱愛文學，獎掖修辭學名家昆提良，搭配他年青時期的外表：身材高大，面色紅潤，具有一對大眼睛，長得俊美優雅，十分受到羅馬各階層的喜愛。但他執政的中後期卻喜好荒淫嬉戲，並逐漸變得殘暴，特別著重於打擊元老院貴族階層，採行許多新的拷打方式對付遭到逮捕的人。因此當他的死訊傳出，元老院特別感到高興。他們通過法令，決定對圖密善施以除憶詛咒（或譯記錄抹煞）──抹消所有圖密善所留下來的紀念物：雕像、銘文。而許多當代第一手史料記錄者的身份，正是元老階層，因此透過他們的筆鋒，後人對皇帝圖密善的觀感相當惡劣。而除憶詛咒對圖密善施政記錄的有系統破壞，也使圖密善的正面評價直至近代考古學及系統性史學分析的發展才漸有提昇。
塔西佗寫著：「海上充滿了流放可憐到遠方的船隻，岩礁上流滿了這些犧牲者的鮮血。」不過在事實上，塔西佗對此是略為誇大的：在圖密善執政的十五年間的記錄中，元老議員被處決的有八到九人，流放的有五到六人，對政治絕望而退隱的有三到四人。

### 基督教歷史的觀點
在基督教的歷史觀中，常論及圖密善曾將教徒丟入大競技場中，讓獅子等野獸啃食的敘述；實際上，在當代非基督教的史料中找不到任何可供驗證的證據，僅僅出現在後來興起的教會記述中。而圖密善的姪女尤利亞、以及克勒蒙斯分別遭到流放與處決的原因，也僅有教會記載是由於他們信仰基督教的原因，但同樣未出現在蘇埃托尼烏斯與狄奧的作品中（狄奧記錄克勒蒙斯的罪名是「不信神」，但歷來無法對於這項罪名是否「等同於信仰基督教」達成共識）。
無論如何，基督教傳統上將圖密善視為早期迫害教徒的皇帝之一。

## 延伸閱讀
- Gsell, Stéphane.  (HTML, PDF). Bibliothèque des Écoles françaises d'Athènes et de Rome. Paris: E. Thorin. 1894 （法语）.
- Jones, Brian W. . London: Palgrave Macmillan. 1984. ISBN 0-312-24443-6.
- Levick, Barbara. . London: Routledge. 1999. ISBN 0-415-16618-7.
- （法文） Minaud, Gérard, Les vies de 12 femmes d’empereur romain - Devoirs, Intrigues & Voluptés, Paris, L’Harmattan, 2012, ch. 5,  La vie de Domitia Longina, femme de Domitien, p. 121-146. ISBN 978-2-336-00291-0.
- Southern, Pat. . London: Routledge. 1997. ISBN 0-415-16525-3.

## 參看
- 塔西佗《歷史》
- 蘇埃托尼烏斯《十二凱撒傳》

1. ↑   Jones, Brian W. (1992). The Emperor Domitian. London: Routledge. ISBN 978-0-415-10195-0., p. 99